# Ponte de Fão

A Ponte de Fão, ou Ponte Metálica de Fão sobre o Rio Cávado, localiza-se sobre o rio Cávado, entre a freguesia de Apúlia e Fão e a freguesia de Esposende, Marinhas e Gandra, ambas no município de Esposende, distrito de Braga, em Portugal.
Está implantada junto à foz do rio Cávado, que caracteriza a entrada na zona urbana de Fão, estando integrada na Estrada Nacional 13, ao km 42.
Encontra-se classificada como Imóvel de Interesse Público desde 3 de janeiro de 1986.

## História
Em 1888 davam início os trabalhos de construção da Ponte Metálica de Fão.
O seu projeto deve-se a Abel Maria da Mota, A estrutura metálica foi fabricada na Empresa Industrial Portuguesa em Lisboa, tendo os trabalhos decorrido sob orientação de um engenheiro francês de nome Reynaud. Atendendo a que nessa mesma época vivia em Barcelos o engenheiro Gustave Eiffel, é usual atribuir-se-lhe influência nesta construção, como é usual em toda a arquitectura do ferro em Portugal.
Foi inaugurada a 7 de agosto de 1892, ocasião em que recebeu o nome oficial de Ponte Luís Filipe em homenagem ao então príncipe herdeiro.
É o único monumento existente no concelho de Esposende que ilustra a arquitetura do ferro em Portugal.
Foi objecto de obras de restauro e reforço estrutura no ano de 2005-2006.
Em junho de 2023, foi consignada a reabilitação da ponte, envolvendo um investimento superior a 2,4 milhões de euros. A intervenção contempla a reabilitação da estrutura metálica do tabuleiro e dos aparelhos de apoio, a reabilitação do embasamento dos sete pilares e o alteamento dos guarda-corpos metálicos do passeio. Inclui ainda a substituição das guardas de segurança e respetivas fixações, a reabilitação de pilares, encontros e muros em alvenaria e a impermeabilização e repavimentação do tabuleiro.

## Características
A ponte tem um comprimento 267 metros, dividido em 8 tramos, cada um com 38,5 m assentes sobre 7 pilares construídos em alvenaria, que descem até 15 m de profundidade. Primitivamente o tabuleiro era de madeira (carvalho, pinho e choupo).
Numa das cabeceiras da ponte encontra-se a inscrição: "Casa construtora – Empresa Industrial Portuguesa. Santo Amaro – Lisboa - 1891".